# Ovation of the Seas
Pour les articles homonymes, voir Ovation (homonymie).
Le Ovation of the Seas est un navire de croisière appartenant à la compagnie Royal Caribbean International, qui a été mis en service le 14 avril 2016. Il peut accueillir à son bord jusqu'à 4180 voyageurs, pour 1550 membres d'équipage. 

## Historique

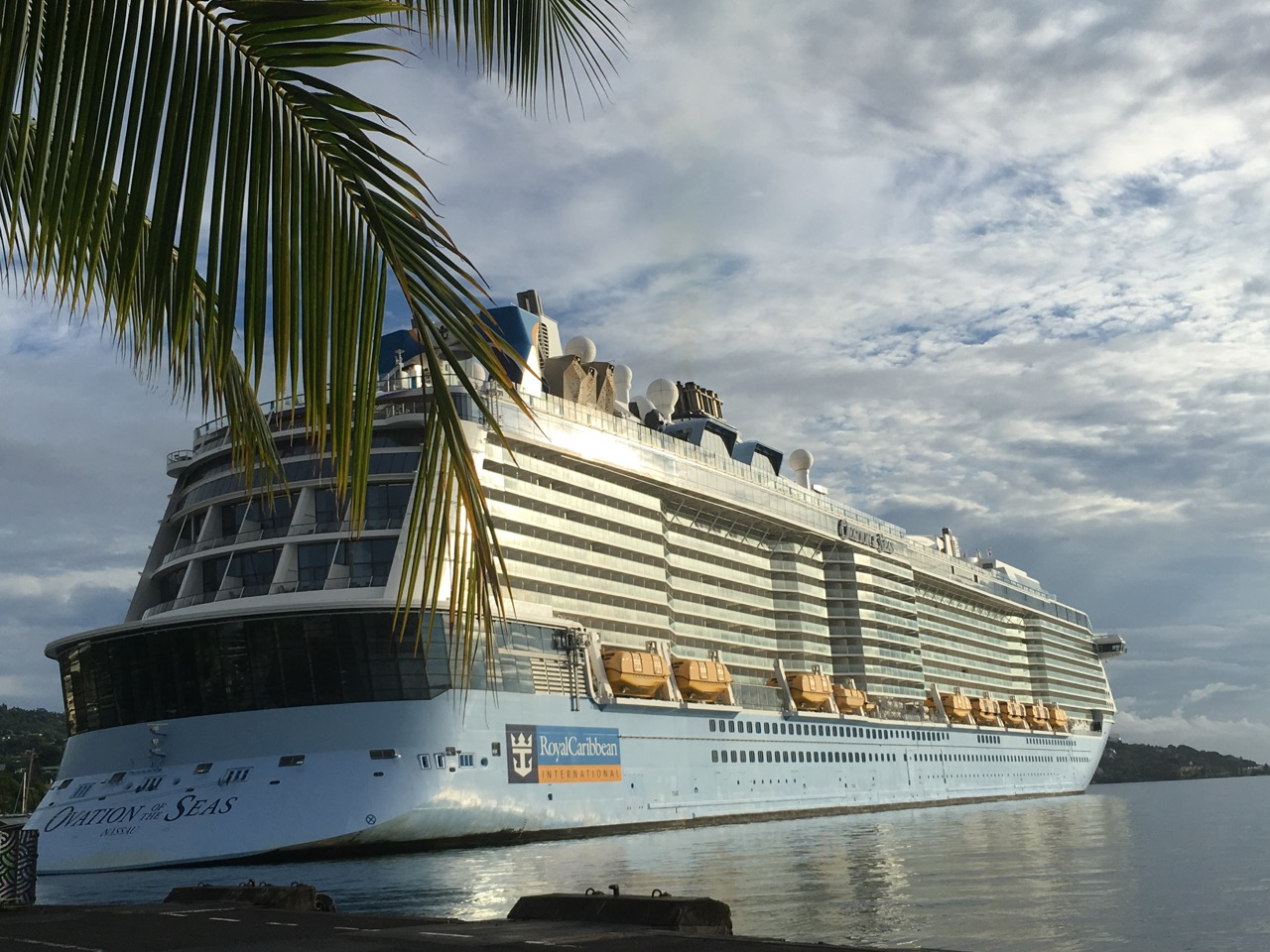
Ovation of the Seas en escale à Tahiti en avril 2019

Il fait une escale remarquée à Tahiti le 24 avril 2019.
Alors que le navire est en croisière en Nouvelle-Zélande, une trentaine de ses passagers est sur l'île de White Island lors de l'éruption de son volcan le 9 décembre 2019 et plusieurs d'entre eux font partie des victimes recensées.